# Alano da Matera
Alano da Matera (Matera, ...) è un filosofo, astronomo e astrologo italiano vissuto tra il XIII e XIV secolo.

## Biografia
Alano fu uno dei più grandi studiosi e divulgatori di Astrologia occidentale e filosofia dell'epoca. Visse nella seconda metà del secolo XIII e insegnò dapprima a Matera, sua città natale, e successivamente occupò la cattedra di astronomia a Napoli.
Visse nel periodo in cui la Contea materana era dominio degli Angioini e su richiesta del re di Francia Filippo IV (detto "il bello"), il re di Napoli Carlo II d'Angiò (detto "lo zoppo"), inviò Alano a Parigi. Lì fu docente presso l'Università e divenne noto come «Dottore universale, profondamente versato in teologia, filosofia e astrologia». In quegli anni infatti astronomia e astrologia venivano collegate poiché si credeva che gli astri potessero esercitare un influsso sulle azioni umane.
Nei periodi di soggiorno a Matera, egli abitava, secondo il cronista Eustachio Verricelli: «nella contrada di Lo Lapillo tra il castello et il puzzo dove sorge l’acqua della fontana hera la sua vigna con una casuccia di pietre, piccola, mal fatta casa propria di filosofo quale oggidì si chiama la vigna et casa di Alano»; si trattava della collina dove poi fu edificato il Castello Tramontano. In quella casetta il grande studioso passava intere notti ad osservare il cielo e gli astri con strumenti rudimentali.
Di Alano, secondo il Cassaneo, è il motto latino presente nel libro “Gloria Mundi” «Gutta cavat lapidem non bis, sede saepe cadendo, sic tu proficias non bis, sed saepe studendo («La goccia perfora la pietra non colpendola due volte con forza, bensì colpendola continuamente, così tu trai profitto studiando non due volte ma costantemente»). È l'esortazione con cui invita i giovani ad avere perseveranza e costanza nell'impegno e nella curiosità sulla strada della conoscenza.
Secondo alcuni, il perfetto orientamento delle facciate della Cattedrale di Matera e del suo campanile lungo i punti cardinali si deve alle osservazioni astronomiche di Alano.
A Matera una strada, trasversale di via Nazionale, tra le vie Salvemini e Di Vittorio, è dedicata ad Alano.